# M For Means And L For Love
M For Means And L For Love is het debuutalbum van de Belgische rockband Mintzkov Luna. Het album verscheen in 2003, drie jaar nadat Mintzkov Luna Humo's Rock Rally won. Er zijn drie singles uitgebracht: Mimosa, United Something en I Do. Na dit album ging de band verder onder de naam Mintzkov.

## Tracklist
| Nr. | Titel                | Duur |
| --- | -------------------- | ---- |
| 1.  | Act Real Cool        | 3:23 |
| 2.  | I Do                 | 3:36 |
| 3.  | United Something     | 3:34 |
| 4.  | Cargo                | 3:53 |
| 5.  | Saints Have No Heart | 2:49 |
| 6.  | In Every Crowd       | 5:32 |
| 7.  | All At Once          | 3:14 |
| 8.  | Mimosa               | 3:26 |
| 9.  | I Take Notes         | 4:06 |
| 10. | I Panic              | 1:45 |
| 11. | Sleep Untill Noon    | 3:28 |

## Credits

### Bezetting
- Philip Bosschaerts (elektrische gitaar, folkgitaar, klavier, sampler, zang)
- Bert van den Roye (elektrische gitaar, folkgitaar, sampler, zang)
- Lies Lorquet (bas, zang)
- Pascal Oorts (Hammondorgel, klavier, piano, sampler)
- Daan Scheltjens (gitaar, achtergrondzang)
- Min Chul Van Steenkiste (drums, percussie)
- Simon Lenski (cello)

### Productie
- Floris Van Opstal (hoesontwerp)
- Frank Duchêne (producent, geluidstechniek)
- Werner Pensaert (geluidstechniek, opname)
- Kurt Bruyninckx, Steven Heyvaert (geluidstechniek)
- Tars Vervaecke (mix)